# Hans Cederfeld de Simonsen
Hans Cederfeld de Simonsen (født 28. marts 1928 på Erholm, død 17. januar 2018) var en dansk godsejer og hofjægermester. 
Han var søn af hofjægermester Christian Cederfeld de Simonsen og hustru og overtog i 1980 Erholm og Søndergårde. I 1985 blev han hofjægermester. I 1997 overdrog han sine godser til sine tre sønner.
Han blev gift 8. september 1956 i Skårup Kirke med Anna Kirstine Petersen (født 27. april 1930 på Bøgeskovgård), datter af Anders Peder Martin Petersen og Laura Kirstine født Rasmussen.